# Frank Mills
Frank Mills (Montréal, 27 giugno 1942) è un pianista canadese che registra anche album, meglio conosciuto per il suo singolo strumentale di successo "Music Box Dancer".
Mills è cresciuto in Verdun, Quebec ed ha iniziato a suonare il piano all'età di 3 anni. Ha studiato alla McGill University per cinque anni. Ha iniziato ingegneria, poi è passato al programma della British Columbia, poi Arti per finire con il Dipartimento di Musica.  
Mills nel 1980 ha vinto due Juno Awards per "Peter Piper": il "Composer of the Year" (compositore dell'anno) e lo "Instrumental Artist of the Year" (artista strumentale dell'anno). Ha vinto di nuovo nell'ultima categoria durante il Juno Awards del 1981.
Ha continuato a pubblicare album fino agli inizi degli anni 1990. Nel 2010 e nel 2012 ha partecipato ad una tournée natalizia insieme alla cantante canadese Rita MacNail.

## Partiture

### Music Box Dancer
La partitura di "Music Box Dancer" ha venduto più di 3 milioni di copie. È stata pubblicata da Music Box Dancer Publications che è una sussidiaria di Mayfair Montgomery Publishing.

### Altre
- Somewhere a Child Is Sleeping: A Christmas Song (SATB con il Piano)

## Apparizioni in film e in televisione
"Music Box Dancer" può essere sentita in un episodio de I Simpson e nel film Kill Bill. È stata anche usata come melodia tema  del programma di golf della BBC2 A Round with Alliss.
C'è anche una canzone nel musical Hair chiamata Frank Mills, sebbene non abbia niente a che fare con questo artista.